# Deysi Cori

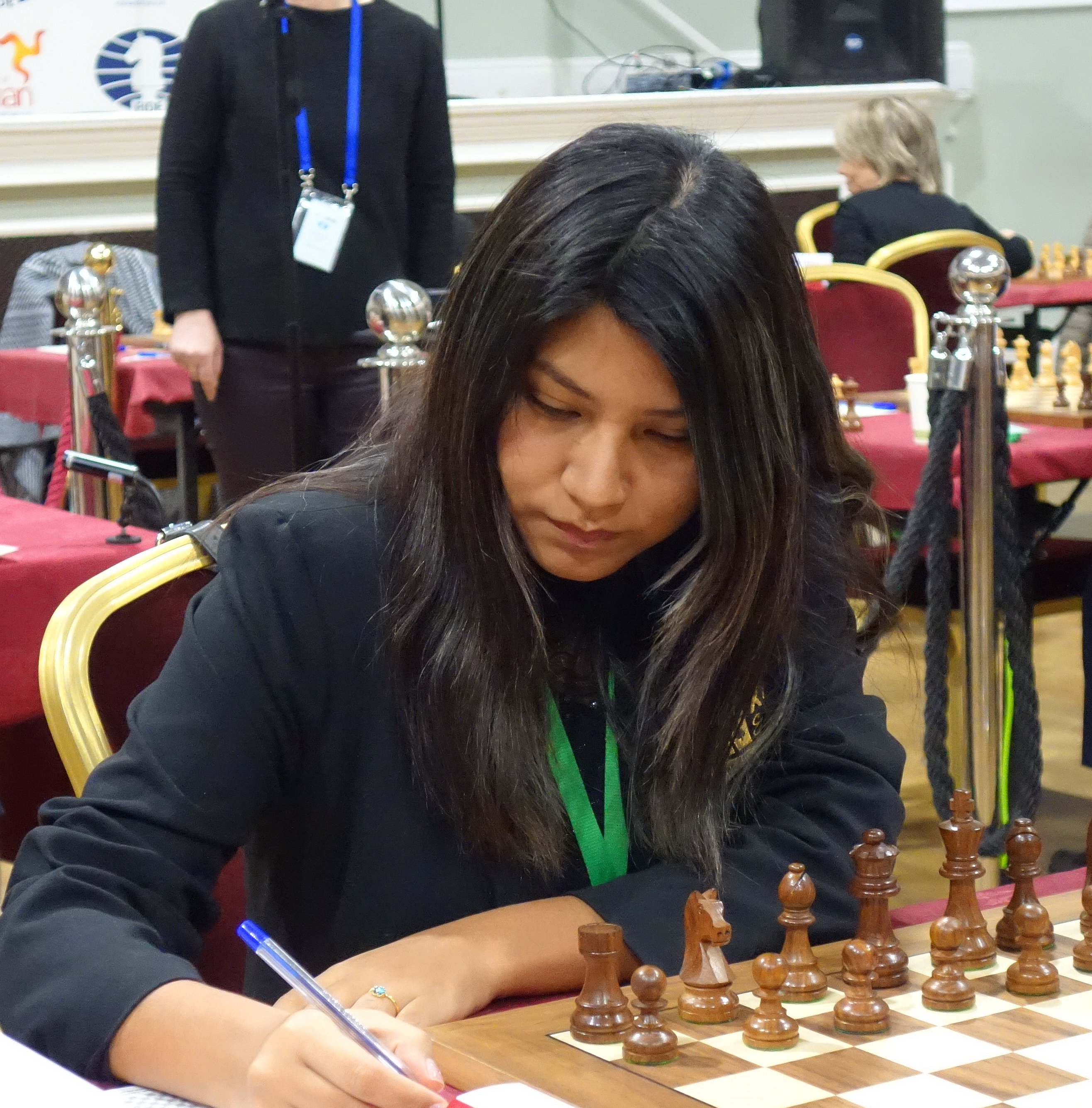
Deysi Cori Tello in 2023

Deysi Estela Cori Tello (Lima, 2 juli 1993) is een Peruviaanse schaakster. Zij is sinds 2023 een Internationaal Meester (IM) en sinds 2010 grootmeester bij de vrouwen (WGM), en werd drie keer vrouwenkampioen Amerikaans continent. Als junior was ze twee keer wereldkampioen en zes keer meisjeskampioen Amerikaans continent in haar leeftijdscategorie. Cori is staat in de top van de schaaksters van Peru en neemt sinds 2004 met het nationale team deel aan de Schaakolympiade voor vrouwen. Ze nam in 2013 en 2015 deel aan de FIDE Wereldbeker, en in 2010, 2012, 2015 en 2017 aan het wereldkampioenschap schaken voor vrouwen.

## Schaakcarrière
Deysi Cori won de gouden medaille op het Pan-Amerikaanse schaakfestival voor jeugd, in diverse categorieën: meisjes tot 10 jaar (2003), meisjes tot 12 jaar (2004), meisjes tot 14 jaar (2007), meisjes tot 16 jaar (2008) en meisjes tot 18 jaar (2011). Ook won Cori in 2008 het Pan-Amerikaanse kampioenschap voor meisjes tot 20 jaar en het wereldkampioenschap schaken voor scholen, in de categorie meisjes tot 15 jaar.
In 2004, ze was toen elf jaar oud, maakte Cori haar debuut in het nationale vrouwenteam op de 36e Schaakolympiade. Ze speelde aan het reservebord, waar ze 5 pt. uit 7 behaalde (+4 =2 -1). Ze werd september 2009 gedeeld eerste met Martha Fierro op het kampioenschap Amerikaans continent voor vrouwen, via tiebreak werd ze tweede. In november 2009 werd Cori gedeeld eerste bij de meisjes op het wereldkampioenschap schaken voor junioren (schakers tot 20 jaar), via tiebreak werd ze tweede. In dezelfde maand won ze in de categorie meisjes tot 16 jaar het wereldkampioenschap schaken voor jeugd in Antalya, Turkije, waarbij ze negen van haar eerste tien partijen won, en was een ronde voor het einde al zeker van de titel. In november 2010 werd Cori tweede in de categorie meisjes tot 18 jaar van het wereldkampioenschap schaken voor jeugd dat werd gehouden in Porto Carras, Griekenland. Cori won in juni 2011 voor de eerste keer het kampioenschap Amerikaans Continent voor vrouwen. In augustus 2011 won ze in Chennai, India, het wereldkampioenschap schaken voor junioren (tot 20 jaar) bij de meisjes, waardoor ze een kwalificatie behaalde voor het wereldkampioenschap schaken voor vrouwen in 2012. 
In mei 2013 werd Cori gedeeld derde met haar broer Jorge Cori, en de Argentijnse grootmeester Diego Flores op het Schaakkampioenschap Amerikaans continent, waarbij ze vijfde werd via tiebreak, waarmee ze zich kwalificeerde voor de Wereldbeker schaken 2013. In december 2014 werd ze gedeeld tweede (derde in de eindrangschikking) bij de vijfde Latijns-Amerikaanse Cup, met de score 7 pt. uit 9, een punt achter de winnaar, de Cubaanse grootmeester Lazaro Bruzon. In mei 2015 werd ze derde op het kampioenschap Zone 2.4, waarvan de twee hoogst eindigende spelers zich kwalificeerden voor de Wereldbeker schaken 2015. Alsnog werd ze daarvoor geplaatst doordat haar broer Jorge, die Zone 2.4 had gewonnen, zijn plaats opgaf. In februari 2016 won Cori voor de tweede keer het kampioenschap Amerikaans continent voor vrouwen, dat werd gehouden in haar geboorteplaats Lima. In september 2017 won ze voor de derde keer dit kampioenschap in Villa Martelli, Argentinië; na de voorlaatste ronde was ze al zeker van de titel.

## Externe koppelingen
- (en)   Estela Cori Tello Informatie over schaakpartijen van Deysi Cori op ChessGames.com
- (en)   Informatie over schaakpartijen van Deysi Cori op 365chess.com (2002–2003)
- (en)   Informatie over schaakpartijen van Deysi Cori op 365chess.com
- (en)  FIDE-ratinggegevens voor Deysi Cori